# Paul Downs Colaizzo
Paul Downs Colaizzo (Pittsburgh, 27 giugno 1985) è un drammaturgo, sceneggiatore e regista statunitense.

## Biografia
Nato a Pittsburgh, in Pennsylvania, è cresciuto ad Alpharetta, in Georgia ed ha ottenuto un BFA all'Università di New York.
La sua opera teatrale Really Really  è stata presentata in anteprima al Signature Theatre di Arlington, in Virginia, nel gennaio 2012, battendo i record al botteghino del Signature Theater. Una nuova produzione ha aperto Off-Broadway al Lucille Lortel Theatre nel gennaio 2013 con Zosia Mamet e Matt Lauria e diretta da David Cromer, nell'ambito della stagione 2012–2013 del MCC. La rappresentazione ha avuto il tutto esaurito e replicata due volte. Colaizzo ha interpretato, per tre spettacoli, il ruolo di Johnson mentre l'attore Kobi Libii ha interpretato un episodio pilota televisivo.
L'opera teatrale di Colaizzo, Pride in the Falls of Autrey Mill, è stata presentata in anteprima al Signature Theatre di Arlington, in Virginia, nell'autunno del 2013, con Christine Lahti. Una rappresentazione teatrale, tenutasi a New York, nell'ottobre 2011, è stata diretta da David Schwimmer e prodotta da Jeffrey Richards. Gli interpreti erano Julie White e Jonathan Groff.
Colaizzo è stato co-sceneggiatore nel musical Sister Act, contribuendo con materiale aggiuntivo assieme a Douglas Carter Beane.
Nel 2015, il dramma medico LFE di Colaizzo è stato trasmesso dalla CBS, con interpreti Melissa Leo, Daniel Sharman e Brandon Michael Hall. Lo stesso anno, ha siglato un contratto di due anni con la CBS, operando come produttore esecutivo e co-sceneggiatore per l'episodio pilota per il riavvio sulla rete della serie televisiva MacGyver.
Nel novembre 2017, è stato annunciato che Colaizzo avrebbe diretto Brittany Runs a Marathon, interpretato da Jillian Bell, da una sceneggiatura da lui scritta, e sarebbe stato anche produttore esecutivo.
Il film è stato realizzato e presentato nel 2019.